# Švedlár
Švedlár (em alemão: Schwedler) é um município da Eslováquia, situado no distrito de Gelnica, na região de Košice. Tem 84,49 km² de área e sua população em 2018 foi estimada em 2.161 habitantes.

## Demografia
| Ano:        | 1994 | 2004    | 2014   | 2024 |
| ----------- | ---- | ------- | ------ | ---- |
| Broj ljudi: | 1679 | 1975    | 2087   | 2087 |
| Razlika:    |      | +17,62% | +5,67% | +0%  |

| Ano:               | 2023 | 2024   |
| ------------------ | ---- | ------ |
| Número de pessoas: | 2102 | 2087   |
| Diferença:         |      | -0,71% |